# Arek Czernysz
Arek Czernysz (ur. 30 marca 1991 w Ostrołęce) – polski kompozytor, akordeonista jazzowy.

## Informacje
Absolwent Katedry Jazzu i Muzyki Estradowej Akademii Muzycznej im. Stanisława Moniuszki w Gdańsku w klasie akordeonu jazzowego.
Porusza się w obszarach szeroko pojętej muzyki jazzowej i improwizowanej. W kwietniu 2019 roku wydał swój debiutancki album Arek Czernysz Trio „Breath”, który ukazał się nakładem wydawnictwa BCD Records. 
Koncertuje w kraju i za granicą. Występował m.in. na festiwalach Kyiv Music Days w Kijowie, Future of Jazz w Moskwie, Jazz Across Borders w Petersburgu, Jazz w Filharmonii w Królewcu, Jazz Jantar w Gdańsku i wiele innych.

## Osiągnięcia na konkursach
- I miejsce na 42 Międzynarodowym Konkursie Akordeonowym „Citta di Castelfidardo” we Włoszech, zdobyte z autorskim projektem Arek Czernysz Trio w kat. jazz music[3] (2017)
- I miejsce na VI School & Jazz Festival w Lubaczowie w kat. Jazz i Muzyka Rozrywkowa[4] (2017)
- I miejsce na XV Międzynarodowym Konkursie Akordeonowym „Concertina” w Giżycku[5] (2015)

## Dyskografia
- Arek Czernysz Trio – Breath[6] (2019)

Udział gościnny:
- Festiwal Zbliżenia – Academia Musica Judaica vol. 3[7] (2019)
- Alicja Serowik – Do Śë Såjd[8] (2018)
- Bractwo św. Pawła – POST[9] (2018)

## Publikacje
- Akademia Muzyczna w Krakowie – Jazz XXI[10] (2021)